# Нескінченна гра (оповідання)
«Нескінченна гра» (англ. The Immortal Game) — оповідання Пола Андерсона, видане 1954 року.
Один з учасників війни підозрює, що якась сила вирішила його та всієї країни долю наперед, але не може нічого вдіяти, щоб запобігти поразці.

## Сюжет
Сюжет оповідання побудований на ході партії Адольф Андерсен — Ліонель Кізерицький з точки зору однієї з фігур, чорного слона (англ. відповідник — bishop, єпископ). Розвиток сюжету дозволяє вважати оповідання передвісником течії кіберпанку. Головний герой Рогард — учасник війни між двома державами. Він усвідомлює повторюваність історії, до якої він причетний, але неспроможний запобігти розв'язці (перемозі «білих») і гине разом з усіма, щоб знову згодом почати «нескінченну гру» заново.
Фінал оповідання знайомить читачів з інженером, який колись давно створив ботів, здатних до відчуттів та самосвідомості, але контрольованих програмою. Війна була шаховою партією, що розігрувалася на комп'ютері. Суперник здогадується, що боти відчувають, але інженер вважає, що це вигадки.